# Wagon de type UIC-R

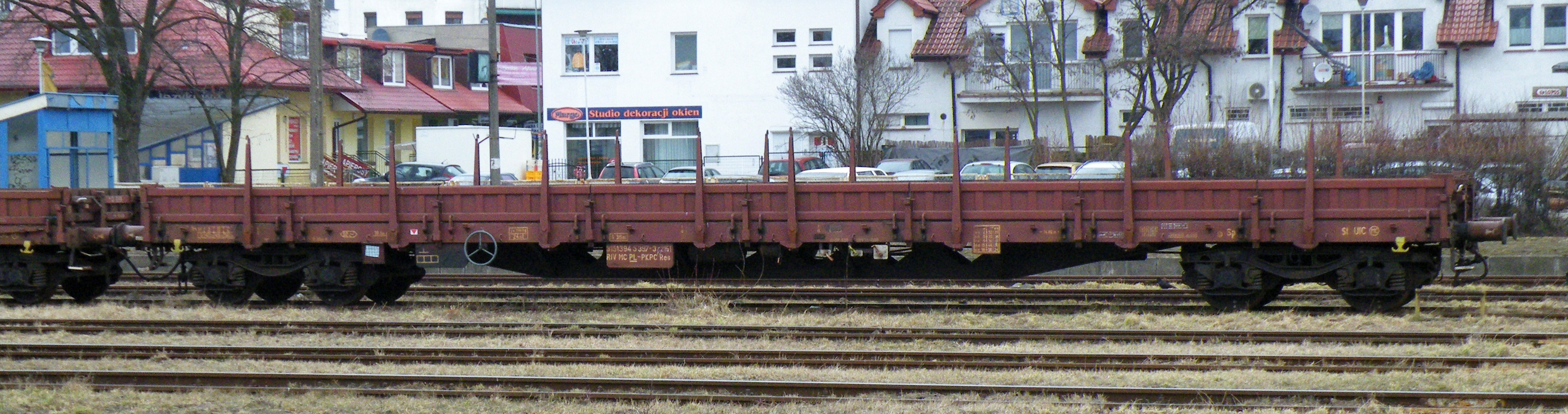
Wagon plat à bogies de type Res.

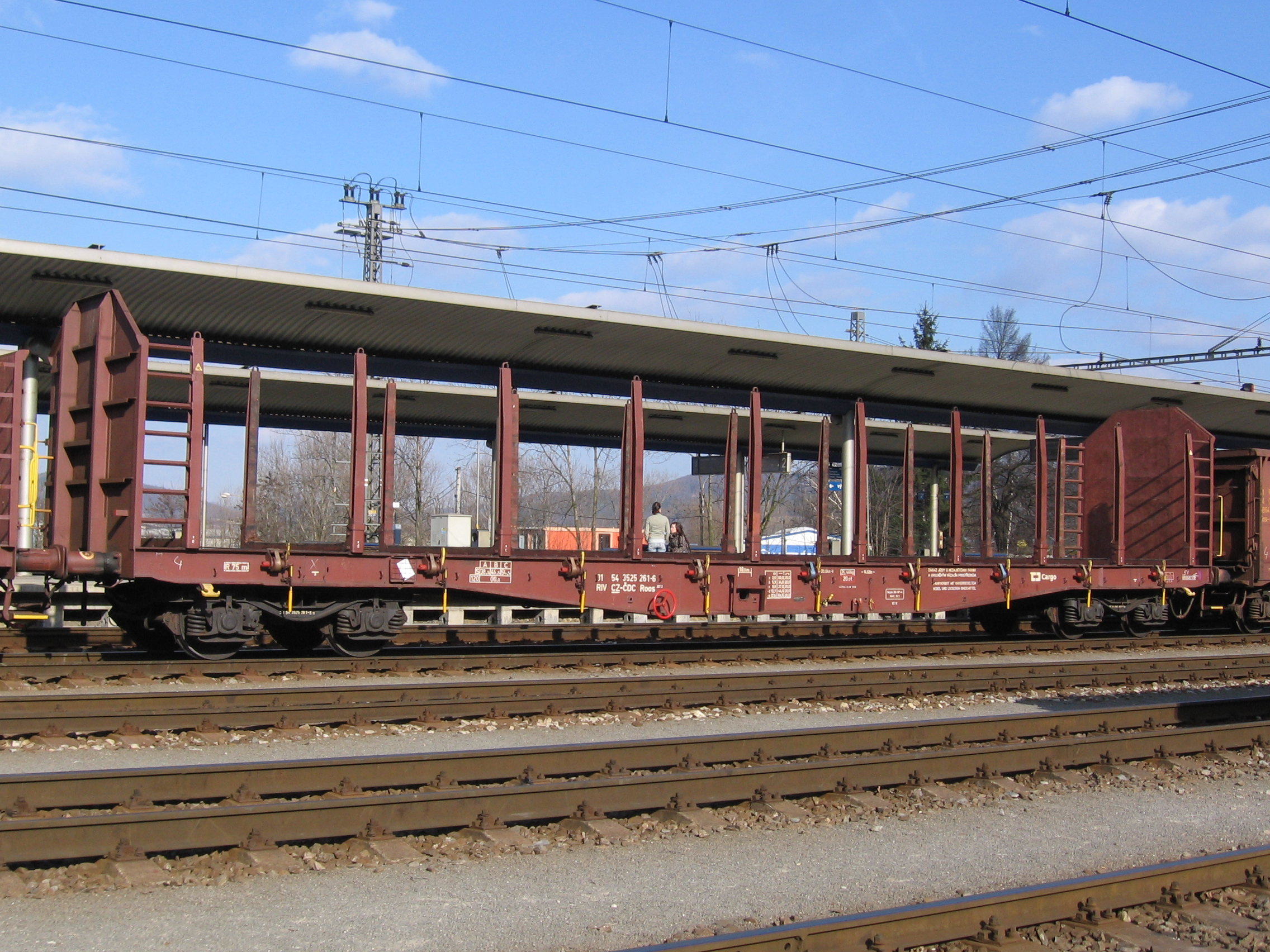
Wagon plat avec dossiers et ranchers de type Roos.

Les wagons de type UIC-R sont des wagons plats à bogies.